# Södermanlands runinskrifter 116
Sö 116 är en vikingatida gravhäll av grå kalksten i sakristian i Sundby kyrka, Sundby socken och Eskilstuna kommun i Södermanland. 
Den är troligen en lockhäll till en Eskilstunakista. Den är två meter lång och 70 cm bred. Runhöjden är 8-13 cm. Runslingorna följer stenens kanter, och inanför finns en ornering i upphöjd relief. Stenen påträffades 1790 i kyrkans södra mur och flyttades 1858 till sakristians vägg.

## Inskriften
Translitterering av runraden:
× hani : auk : siguiþr : letu : karua : kumbl : þisa : eftiR :: hulmuiþ : faþur : sen : auk : kuriþr : eftiR : hulmuiþ : buita : sin :
Normalisering till runsvenska:
Hani ok Sigviðr letu gærva kumbl þessa æftiR Holmvið, faður senn, ok Gyriðr æftiR Holmvið, bonda sinn.
Översättning till nusvenska:
Hare och Sigvid läto göra dessa minnesmärken efter Holmvid, sin fader, och Gyrid efter Holmvid sin man.